# Chakoka Anico
Chakoka Anico Manta (Múzquiz, Coahuila, 1932 – El Nacimiento, Coahuila, 16 de septiembre de 2014) fue un jefe y líder espiritual de la tribu kikapú de Coahuila en México.

## Biografía
Chakoka Anico nació en el municipio de Múzquiz, Coahuila, México, en el año 1932, hijo de Adolfo Anico Pemosaaua, un sacerdote miembro de un importante linaje kikapú, quien años más tarde tomaría posesión de la jefatura de la tribu.

## Jefe de la tribu kikapú
Chakoka Anico heredó la jefatura de la tribu kikapú después de la muerte de su padre Adolfo Anico Pemosaaua en el año 2000, al ser un cargo vitalicio fue jefe de la tribu hasta su muerte en el año 2014.

## Sepultura
Chakoka Anico falleció la madrugada del 16 de septiembre de 2014 a los 82 años de edad a causa de problemas respiratorios, fue sepultado en el cementerio de El Nacimiento, el cual según la tradición es el lugar sagrado donde los kikapú deben ser enterrados para su descanso final.